# Cetatea dacică de la Coțofenii din Dos
Cetatea dacică de la Coțofenii din Dos este o cetate dacică aflată în Coțofenii din Dos la aproximativ 21 km de Craiova.

## Etimologie
Cetatea este denumită popular Cetatea Jidovilor. Jidov înseamnă gigant sau uriaș.

## Date generale
Cetatea Jidovilor era o așezare fortificată de aproximativ 3 ha din epoca getică timpurie (sec. IV-III î.Hr.) cu materiale sporadice aparținând epocii timpurii a bronzului (cultura Coțofeni). Așezarea era protejată de o fortificație care a funcționat în două faze:
1. fortificația se compunea dintr-un zid de cărămizi arse cu o grosime de 3,5-4 m.[2] Între cele două paramente, ridicate fiecare din câte două șiruri de cărămizi dispuse transversal pe axul zidului, se afla o masă de pământ argilos puternic ars (emplekton). La distanțe relativ regulate, în porțiunile cu pantă, între cele două paramente s-au ridicat șiruri transversale de cărămizi (diathonoi) în scop de stabilizare a emplektonului.
2. ruinele zidului de cărămidă au fost înglobate într-o fortificație cu val, palisadă și șanț de apărare. În cuprinsul așezării au fost identificate instalațiile în care au fost arse cărămizile și pamântul argilos care a slujit drept masă de umplutură pentru emplekton.

## Prezent
Astăzi nu se mai văd urmele cetății, doar dealul pe care se afla mai poate fi văzut.

## Galerie de imagini

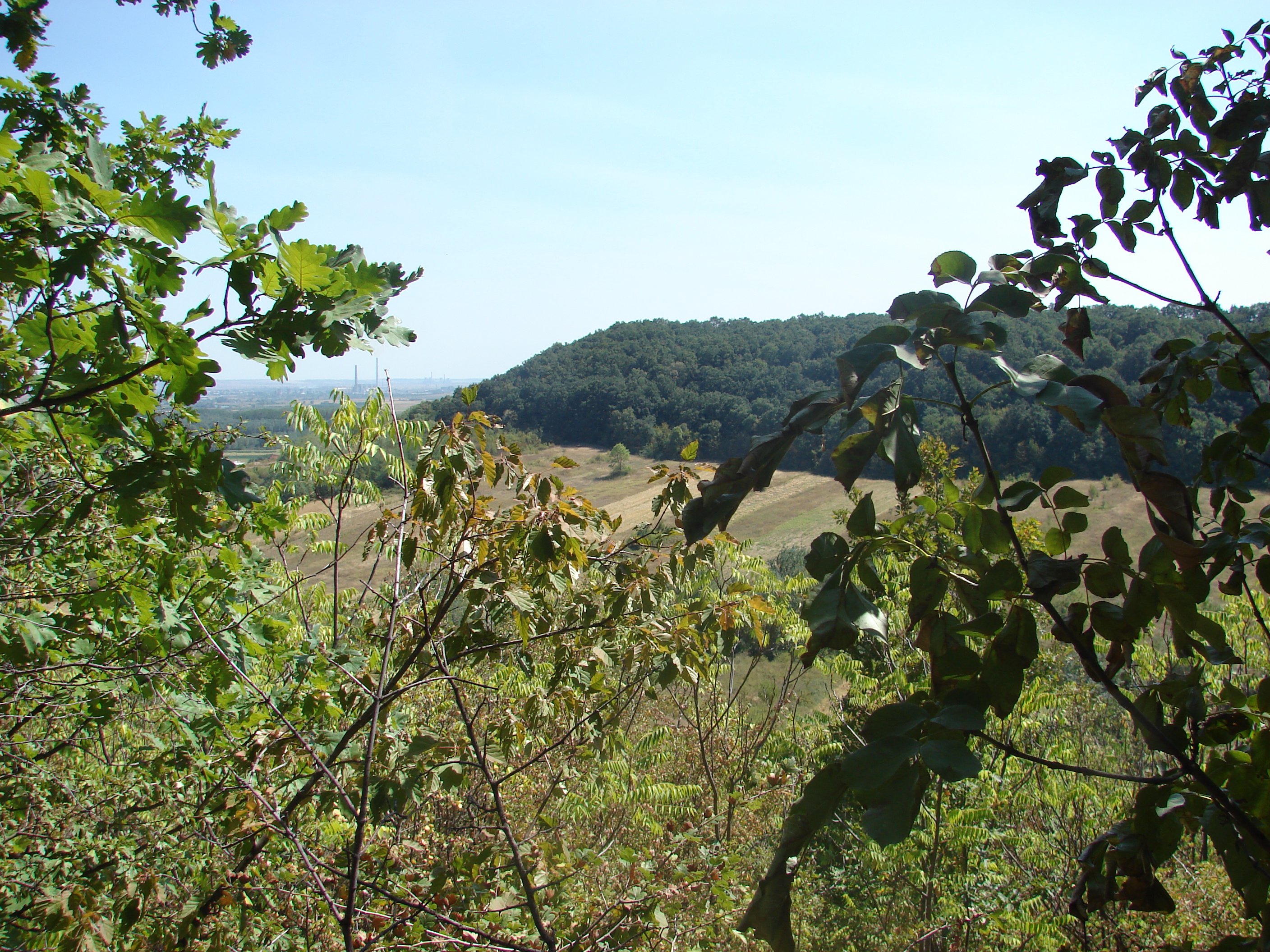
Panorama spre Ișalnița de la Cetatea Jidovilor
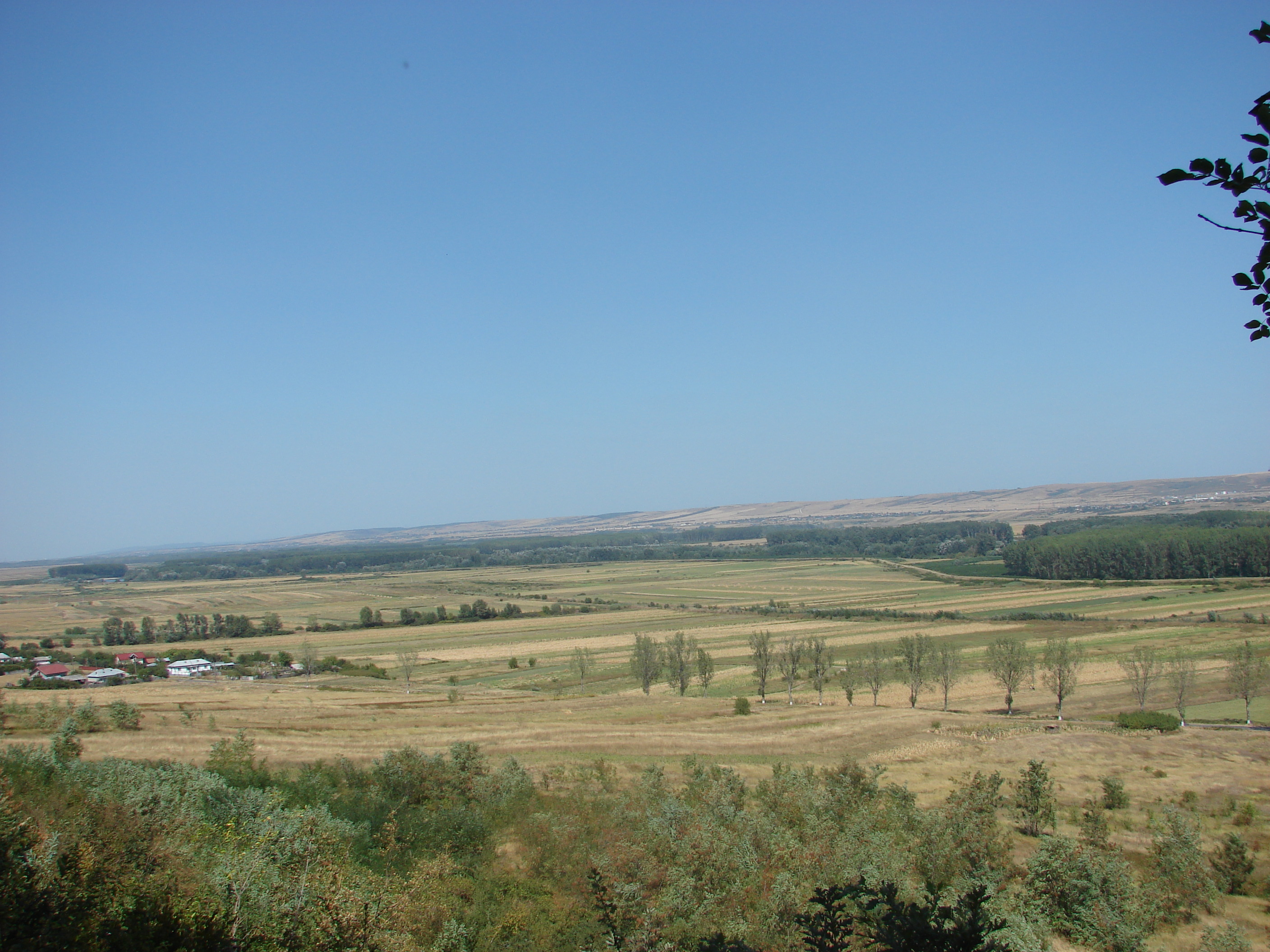
Panorama spre Filiași de la Cetatea Jidovilor
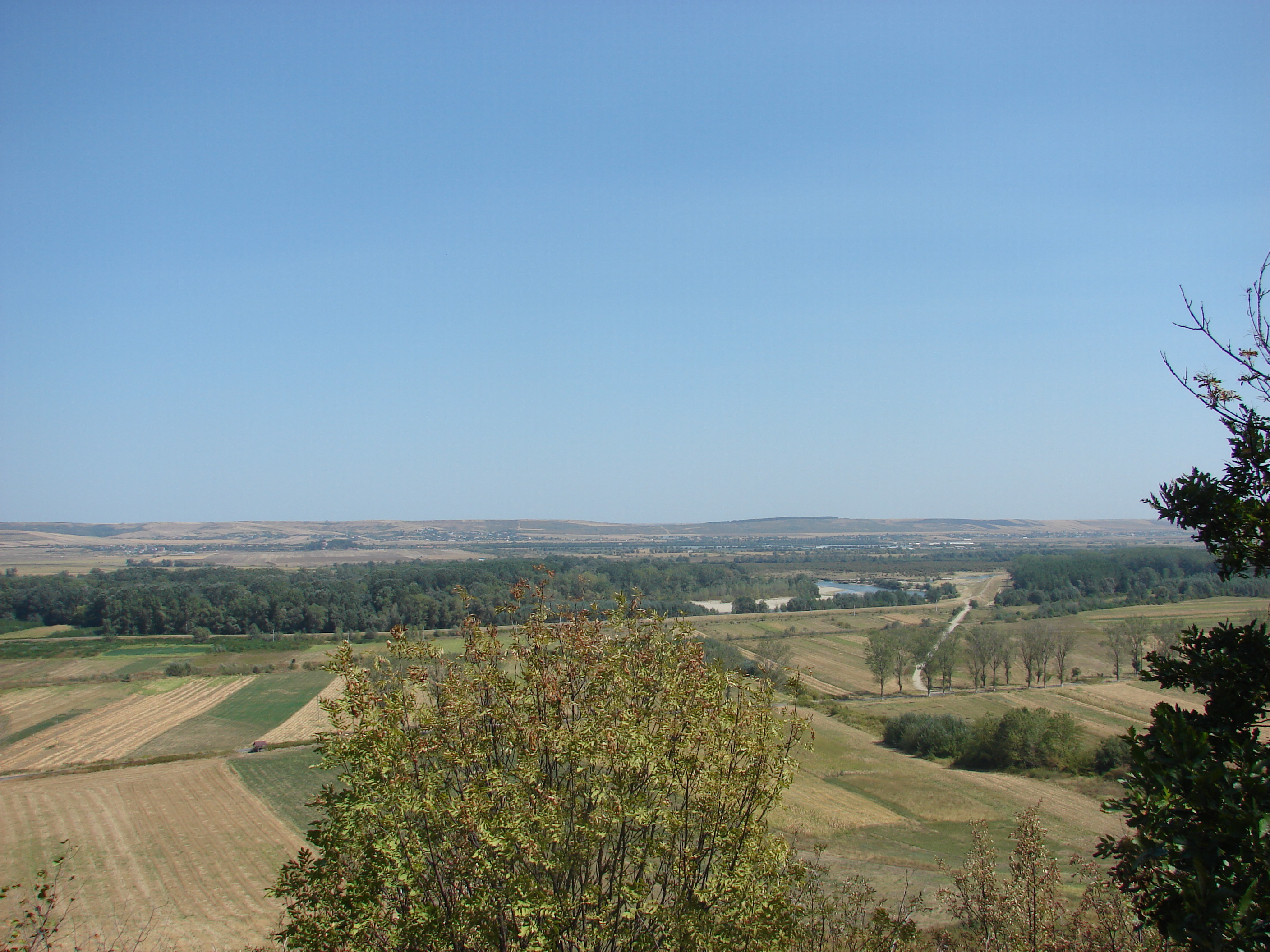
Panorama spre Jiu de la Cetatea Jidovilor